# Czaśniki (stacja kolejowa)
Czaśniki (biał. Чашнікі; ros. Чашники) – stacja kolejowa w miejscowości Warki, w rejonie czaśnickim, w obwodzie witebskim, na Białorusi. Węzeł linii Orsza – Lepel z linią do Nowołukomla.
Nazwa pochodzi od pobliskiego miasta Czaśniki.